# Hannah Keane
Hannah Elizabeth Keane (* 7. Mai 1993 im Sacramento County, Kalifornien) ist eine US-amerikanische Fußballspielerin.

## Leben
Keane besuchte zwei Jahre lang die St. Francis Catholic High School und studierte zwei Jahre an der C. K. McClatchy High School in Sacramento. Anschließend studierte sie 2011 bis 2015 Gesundheitskommunikation an der San Diego State University.

## Karriere

### Als Spielerin
Keane startete ihre Karriere in Kalifornien mit Union Sacramento FC und spielte anschließend für California Rush in Apple Valley im San Bernardino County. Mit California Rush, erreichte sie das Championship Game, des Cal Cup und der NorCal Premier Fall League. Während ihrer Zeit bei Rush spielte sie von 2007 bis 2008 für das Soccer Team der Saint Francis Troubadours, dem Athletic Team der St. Francis High School und von 2009 bis 2011 für die McClatchy Lions dem Athletic Team, der C. K. McClatchy High School. 2011 setzte sie ihre Karriere bei den Aztecs, dem Athletic Team der San Diego State University fort, wo Keane in den ersten Saison der NCAA Division 1 fünf Tore und zehn Vorlagen in 19 Spielen gelangen. In der zweiten Spielzeit konnte sie sieben Tore erzielen und erreichte sieben Assists. Im dritten und vorletzten Jahr bei den Aztecs konnte sie zwölf Tore in 22 Spielen erzielen und bereitete vier weitere Tore vor.
In den Semesterferien 2014 lief sie für die San Diego SeaLions in der Women’s Premier Soccer League auf, wo sie in fünf Spielen neun Mal ins Tor traf. Keane erzielte in ihrem finalen Universitätsjahr fünf Tore in 21 Spielen und bereitete fünf weitere Tore vor. Insgesamt konnte sie 29 Tore in ihrer Universitäts-Zeit für die SDSU erzielen, was den fünften Platz in der Geschichte der Aztecs bedeutete. 2016 wechselte sie nach Australien zum Alamein FC, wo sie in vier Spielen sechs Tore erzielen konnte. Anfang Juni 2016 kehrte sie in die Vereinigten Staaten zurück und schloss sich der Reserve der Boston Breakers in der Women’s Premier Soccer League an.
Am 17. Juli 2017 unterschrieb sie in Deutschland beim Frauen-Bundesliga-Verein FF USV Jena, wo sie am 9. September 2017 gegen Werder Bremen, nach einer Einwechslung für Jessica King in der 66. Minute, debütierte. Neben fünf Spielen in der Frauen Bundesliga absolvierte Keane 15 Spiele in der zweiten Mannschaft in der 2. Fußball-Bundesliga Nord und war mit zehn Toren die beste Torschützin der Jenaer. Am 21. August 2018, rund 2 Monate nach ihrem Weggang aus Jena, unterschrieb Keane in Portugal beim SC Braga.

### Erfolge
- 1. Oktober 2012: Mountain West Player of the Week
- 2012: Mountain West all-academic Auswahl
- 2013: NSCAA all-Pacific Region 3rd Team Pick
- 2013: Mountain West Tournament MVP
- 2013: Mountain West All-Tournament Choice
- 2013: all-Mountain West 1st Team Performer
- 23. September 2013: Mountain West Player of the Week
- 30. September 2013: Mountain West Player of the Week
- 2013: Mountain West All-Academic Auswahl
- 2014: All-Mountain West 2tes Team
- 2014: Mountain West All-Academic Team.
- 2019: Portugiesische Meisterin